# Vernon Center (Minnesota)
Vernon Center – miasto w Stanach Zjednoczonych, w stanie Minnesota, w hrabstwie Blue Earth.